# Gmina Świekatowo
Die Gmina Świekatowo ist eine Landgemeinde im Powiat Świecki der Woiwodschaft Kujawien-Pommern in Polen. Ihr Sitz ist das gleichnamige Dorf (deutsch Schwekatowo) mit etwa 1350 Einwohnern.
Die Gemeinde liegt etwa 30 Kilometer nördlich von Bydgoszcz (Bromberg).

## Geschichte
Die Region kam durch die Teilungen Polens zu Preußen. Nach Ende des Ersten Weltkrieges gelangte der größte Teil Westpreußens zum wieder erstandenen Staat Polen, dessen Kohlenmagistrale über das Gemeindegebiet führte.

## Gliederung
Die Landgemeinde Świekatowo besteht aus 9 Dörfern (deutsche Namen bis 1945) mit Schulzenamt:
| - Jania Góra (Johannisberg) - Lipienica (Lipnitz) - Lubania-Lipiny (Liedkesfelde) - Małe Łąkie (Deutsch Lonk, 1942–1945: Kleinlonk) | - Stążki (Stonsk, 1942–1945: Stenzig) - Szewno (Schewno, 1907–1945: Mendenau) - Świekatowo (Schwekatowo, 1942–1945: Schweike) | - Tuszyny (Tuschin) - Zalesie Królewskie (Königlich Salesche, 1942–1945: Amwalde) |

## Verkehr
Der Haltepunkt des Hauptorts Świekatowo liegt an der Bahnstrecke Nowa Wieś Wielka–Gdynia. Der nordöstlich außerhalb des Ortes gelegene Bahnhof Świekatowo Wschodnie besteht nicht mehr. Er lag an der ehemaligen Eisenbahnstrecke Terespol–Vandsburg. Im Jahr 1994 wurde der Personenverkehr eingestellt und in der Folge die Strecke stillgelegt.